# ديف بيرس (منتج أسطوانات)
ديف بيرس (بالإنجليزية: Dave Pearce)‏ هو منتج أسطوانات وملحن بريطاني، ولد في 14 يونيو 1963 في سري في المملكة المتحدة.

## وصلات خارجية
- الموقع الرسمي
- ديف بيرس على موقع ميوزك برينز (الإنجليزية)
- ديف بيرس على موقع ديسكوغز (الإنجليزية)